# Max van Heeswijk
Max van Heeswijk (né le 2 mars 1973 à Hoensbroek) est un coureur cycliste néerlandais. Il passe professionnel en 1995 au sein de l'équipe américaine Motorola.

## Biographie
Max van Heeswijk totalise 59 victoires dans sa carrière professionnelle. Il a notamment remporté trois étapes du Tour d'Espagne (dont un contre-la-montre par équipes) en 6 participations.
En 2005, il remporte la 1re étape de l'Eneco Tour à Mierlo au sprint et s'empare à cette occasion du maillot rouge de leader du classement général. Il le porte deux jours puis le perd au profit du Belge Rik Verbrugghe. Quelques jours plus tard, il s'impose de nouveau sur l'épreuve par étapes belgo-néerlandaise à Hasselt lors de la 5e étape devant Alberto Ongarato et Simone Cadamuro puis termine sur une seconde place lors de la dernière étape en ligne derrière son compatriote Stefan van Dijk, se préparant idéalement pour le Tour d'Espagne.

## Palmarès

### Palmarès amateur
- 1990
  - 3e du Trofeo Emilio Paganessi
- 1991
  - 2e étape de la Ster van Zuid-Limburg
  - Acht van Bladel
  - 2e du championnat des Pays-Bas sur route juniors
  - 2e du Trophée des Flandres
  - 2e du Trofeo Emilio Paganessi
- 1992
  - Circuit de l'Alblasserwaard
- 1993
  - Prologue et 4e étape du Circuit des Mines[1]
  - 2e du Tour de Saxe
  - 2e du Tour du Limbourg
  - 2e du Tour de Cologne amateurs
- 1994
  - 1re étape du Teleflex Tour
  - 2e, 12e, 13e et 15e étapes de la Commonwealth Bank Classic
  - 2e du Tour des Flandres amateurs

### Palmarès professionnel
- 1995
  - Hel van het Mergelland
  - 3e étape du Tour de Basse-Autriche
  - 3ea étape du Tour de Luxembourg
  - 2e et 4e étapes du Tour de Galice
  - 2e, 9e et 11e étapes du Pacific Power Bank Tour
  - Alpine Classic :
    - Classement général
    - 2e et 4e étapes
- 1996
  - 2e étape du Tour des Pays-Bas
  - 4e étape du Tour de Galice
  - 13e étape du Pacific Power Bank Tour
  - 3e du Tour de Suède
- 1997
  - 22e étape du Tour d'Espagne
  - 2e de la Clásica de Almería
- 1998
  - 4e étape du Tour d'Andalousie
  - 3e étape du Tour d'Autriche
  - 6e de Paris-Tours
- 1999
  - 5e étape du Tour méditerranéen
  - Grand Prix de la ville de Rennes
  - 2eb, 4e et 6ea étapes de la Commonwealth Bank Classic
  - 2e de Paris-Camembert
  - 3e de la Route Adélie
- 2000
  - 1re et 2e étapes du Gran Premio Portugal Telekom
  - 5e étape du Tour de Basse-Saxe
  - 5e étape du Tour des Pays-Bas
  - Paris-Bruxelles
  - 1re étape du Tour de Hesse
  - 3e du Grand Prix de la ville de Rennes
- 2001
  - 2e étape du Tour de Catalogne
- 2002
  - 2e étape de la Route du Sud
  - 3e du championnat des Pays-Bas sur route
  - 8e de Paris-Roubaix
- 2003
  - 4e étape du Tour de l'Ain
  - 2e du Circuit Het Volk
  - 2e du Prix national de clôture
  - 3e de la Classic Haribo
  - 3e d'À travers les Flandres
  - 3e du championnat des Pays-Bas sur route
- 2004
  - 2e et 4e étapes du Tour d'Andalousie
  - 1re et 3e étapes du Tour de Murcie
  - Nokere Koerse
  - 6e étape des Quatre Jours de Dunkerque
  - 3e étape du Tour de Belgique
  - Lancaster Classic
  - 6e étape du Tour de Catalogne
  - 1re et 2e étapes du Tour des Pays-Bas
  - 1re étape du Tour d'Espagne (contre-la-montre par équipes)
  - Prix national de clôture
  - 3e du Tour de Belgique
  - 5e de Milan-San Remo
- 2005
  - 1re et 5e étapes de l'Eneco Tour
  - 7e étape du Tour d'Espagne
  - 3e du championnat des Pays-Bas sur route
- 2006
  - 1re étape du Tour de Pologne
  - 3e du Tour de Belgique
  - 3e de Veenendaal-Veenendaal
- 2007
  - 3e étape du Tour d'Andalousie
  - 7e de Gand-Wevelgem

## Résultats sur les grands tours

### Tour de France
2 participations 
- 2000 : 103e
- 2001 : 134e

### Tour d'Italie
2 participations 
- 1999 : abandon (18e étape)
- 2007 : abandon (15e étape)

### Tour d'Espagne
6 participations 
- 1996 : abandon (14e étape)
- 1997 : 83e, vainqueur de la 22e étape
- 1998 : 94e
- 2003 : 139e
- 2004 : abandon (9e étape), vainqueur de la 1re étape (contre-la-montre par équipes),  maillot or pendant 1 jour
- 2005 : abandon (10e étape), vainqueur de la 7e étape

## Distinctions
- Cycliste espoirs néerlandais de l'année : 1994